# Église Saint-Martin de Vic
Pour les articles homonymes, voir Église Saint-Martin.
L'église Saint-Martin de Vic est une église catholique française. Elle est située sur le territoire de la commune de Nohant-Vic, dans le département de l'Indre, en région Centre-Val de Loire.
Elle est célèbre pour l'ensemble de ses fresques.

## Situation
L'église se trouve dans la commune de Nohant-Vic, au sud-est du département de l'Indre, en région Centre-Val de Loire. Elle est située dans la région naturelle du Boischaut Sud. L'église dépend de l'archidiocèse de Bourges, du doyenné du Boischaut Sud et de la paroisse de La Châtre.

## Histoire
Tout à la fin du XIe siècle, entre 1092 et 1099, l'église de Vic est donnée à l'abbaye de Déols. C'est la première trace de l'existence de l'église, mais il ne s'agit probablement pas du bâtiment actuel dont la partie la plus ancienne est le chœur non voûté, sans doute antérieur au XIIe siècle. En 1485, la charpente est lambrissée à neuf, suivant une inscription peinte sur un des entraits. En 1787, un clocher de charpente est placé sur la nef. Pendant la Révolution, l'église est transformée en grange.

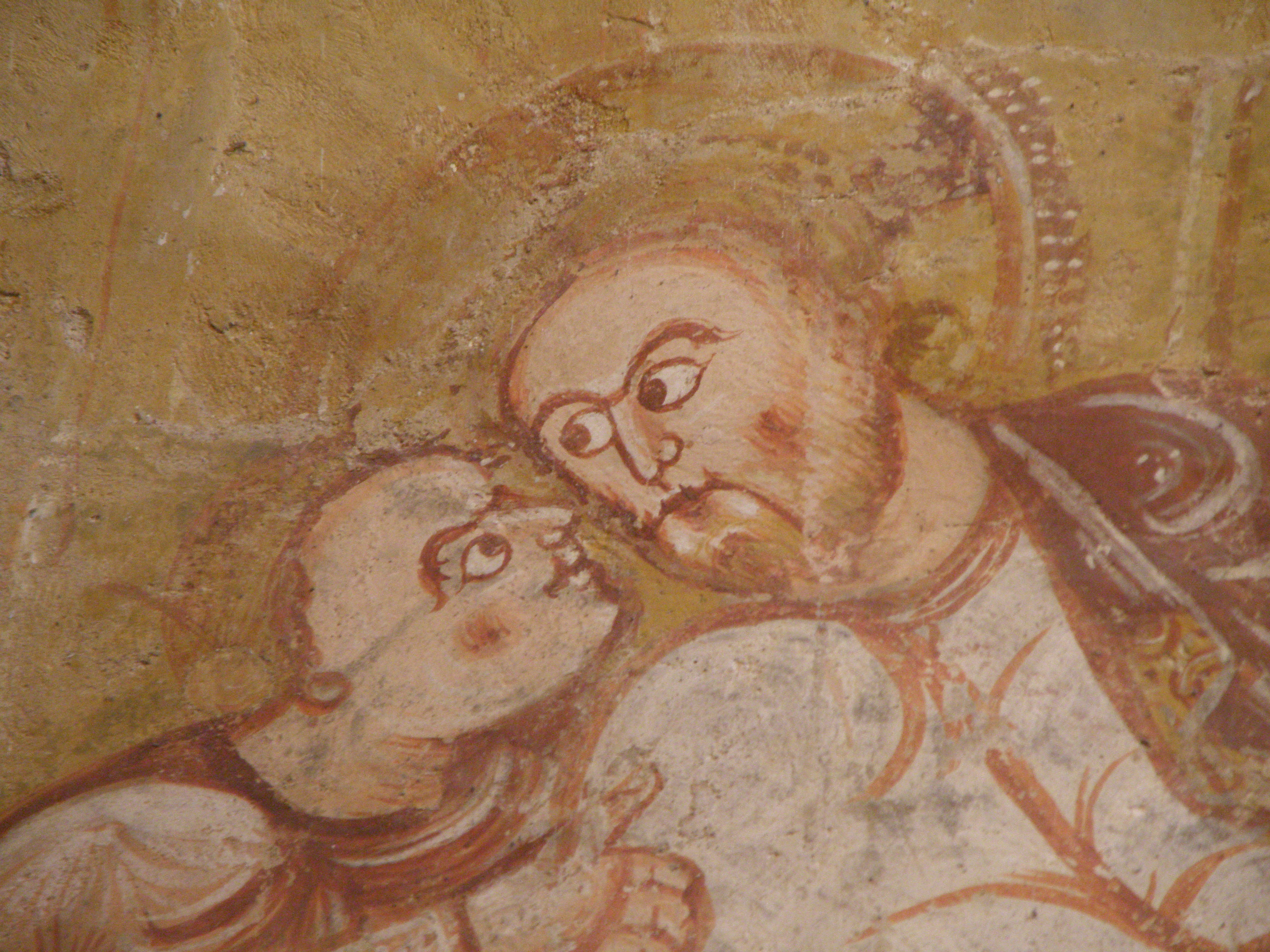
Le baiser de Judas, en 2011.

Les fresques sont découvertes en 1849. L'abbé Jacob en fait un récit vivant. À la fin de 1849, le nouveau curé de la paroisse, l'abbé Jean-Baptiste Périgaud, prend possession de la vieille église. Il entreprend de dégager la fenêtre du chœur de l'abside. Il découvre alors des traces de peintures sous les enduits. En grattant ces enduits, il dégage une première fresque. Il continue, et va enlever jusqu'à cinq couches d'enduits qui dissimulent les fresques. En peu de mois, un ensemble de peintures important est mis au jour. George Sand, en châtelaine voisine, vient visiter les lieux le soir avec ses invités du moment.
Tout le monde s'agite pour le sauvetage des fresques dans une église dans un piteux état. Le maire de Vic est M. Aulard. En tant qu'amateur d'antiquités, il saisit la jeune administration des Monuments historiques. Le 20 décembre 1849, il envoie un dossier aux autorités, avec copie à l'archevêque. George Sand, de son côté, demande à son fils Maurice, élève de Delacroix, de faire un relevé sommaire des fresques. George Sand porte elle-même les relevés à l'architecte Jean-Baptiste Lassus, spécialiste de l'architecture du Moyen Âge. Entretemps, Prosper Mérimée a reçu le rapport du maire. Dès le 6 février 1850, la Commission des monuments historiques donne un avis favorable au classement et promet une première aide de 6 000 francs. Le 10 février 1850, l'architecte Regnauld-Brion, désigné par Mérimée, est sur place.
La restauration de l'église comprend l'allongement de la nef vers l'ouest, le remplacement du vieux clocher par un clocher-porche et la construction d'une absidiole attenante à la chapelle au sud du chœur. La toiture et le dallage sont refaits à neuf. Le 4 septembre 1853, l'église est restituée au culte, un jour avant la visite du cardinal Jacques-Marie Antoine Célestin Dupont, archevêque de Bourges.
En 1929, l'entrée de l'abside est reprise. Les fresques sont alors déposées, transférées sur toile, puis marouflées sur le mur consolidé. L'étude faite à cette occasion Jean Hubert a permis d'éclairer l'historique de la construction. Elle a montré que l'abside en hémicycle est postérieure au chœur, mais antérieure à la réalisation des fresques, et que la chapelle méridionale a été construite après la réalisation des fresques. La partie la plus ancienne, le chœur, a dû être édifiée avant le rattachement de l'église à l'abbaye de Déols. Les fresques ont été réalisées après le rattachement de l'église à l'abbaye. La chapelle sud a été construite peu après.
Une nouvelle campagne de restauration de l'église a eu lieu entre 1987 et 1991.
L'édifice est classé par liste en 1862 et classé par arrêté du 17 septembre 1964, au titre des monuments historiques.

## Description

### Architecture

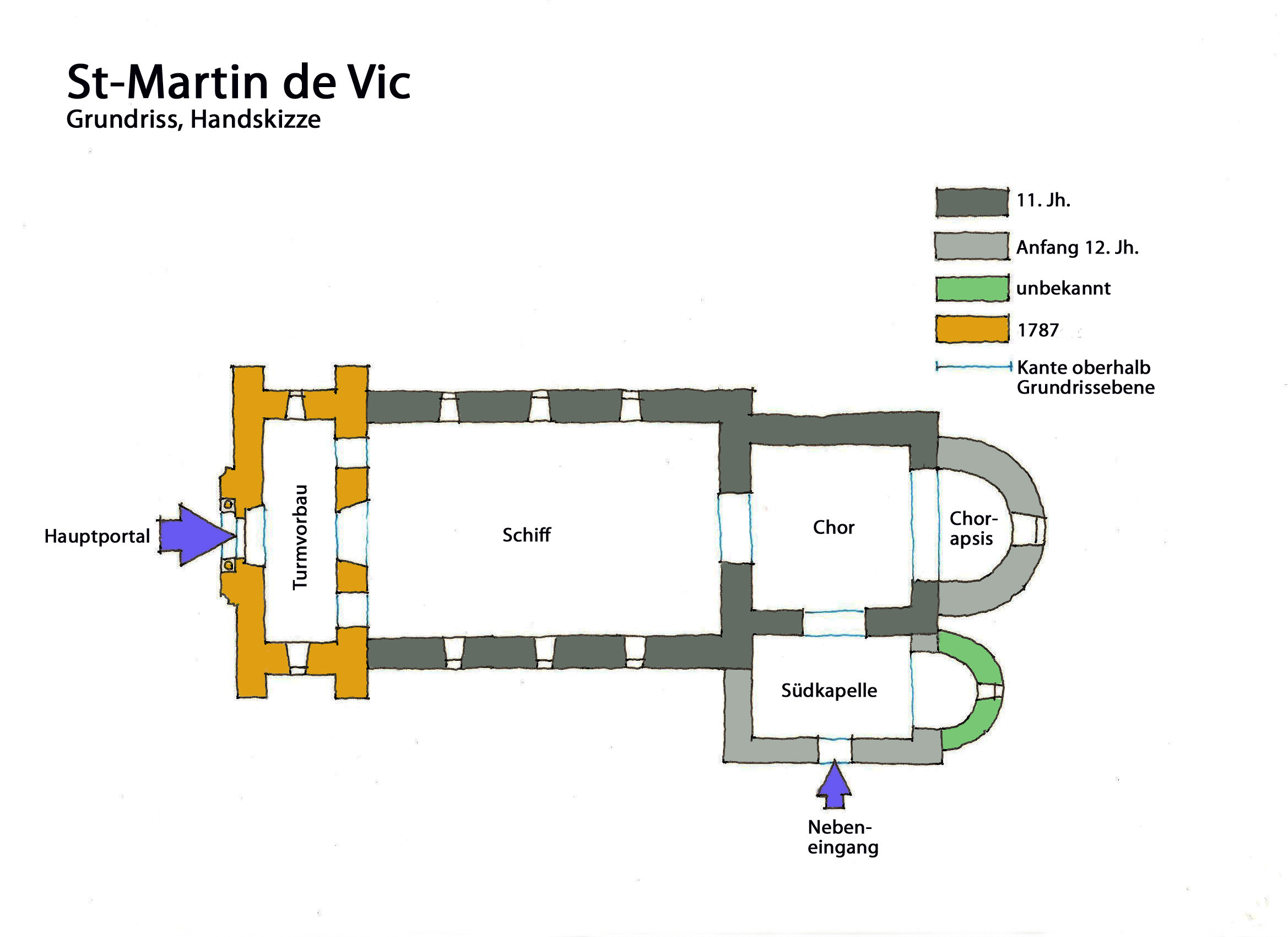
Plan de l'église, en 2010.

L'église est composée d'une nef simple, mais large, séparée du chœur non voûté par un mur qui ne laisse qu'une très petite ouverture en arcade. Cette arcade est décorée d'impostes ornées de billettes grossièrement taillées. C'est la partie la plus ancienne de l'église. Elle se terminait à l'origine par un simple mur droit à l'est. Le chœur est prolongée en une abside semi-circulaire, en cul-de-four qui a été construite ultérieurement. Le mur sud du chœur a été percé par une arcade en plein cintre dans l'ancien mur gouttereau du chœur pour permettre l'adjonction d'une petite chapelle latérale. Ainsi a été supprimée la partie centrale de la grande scène peinte au registre inférieur. Par contre, il fut nécessaire de murer la fenêtre qui partageait en deux parties symétriques le registre immédiatement supérieur car son appui se trouvait entamé par l'arcade. La petite chapelle elle-même débouche sur une sacristie. Lors de la première campagne de restauration, un porche a été ajouté sur le côté ouest du bâtiment, et il supporte le clocher.

### Fresques

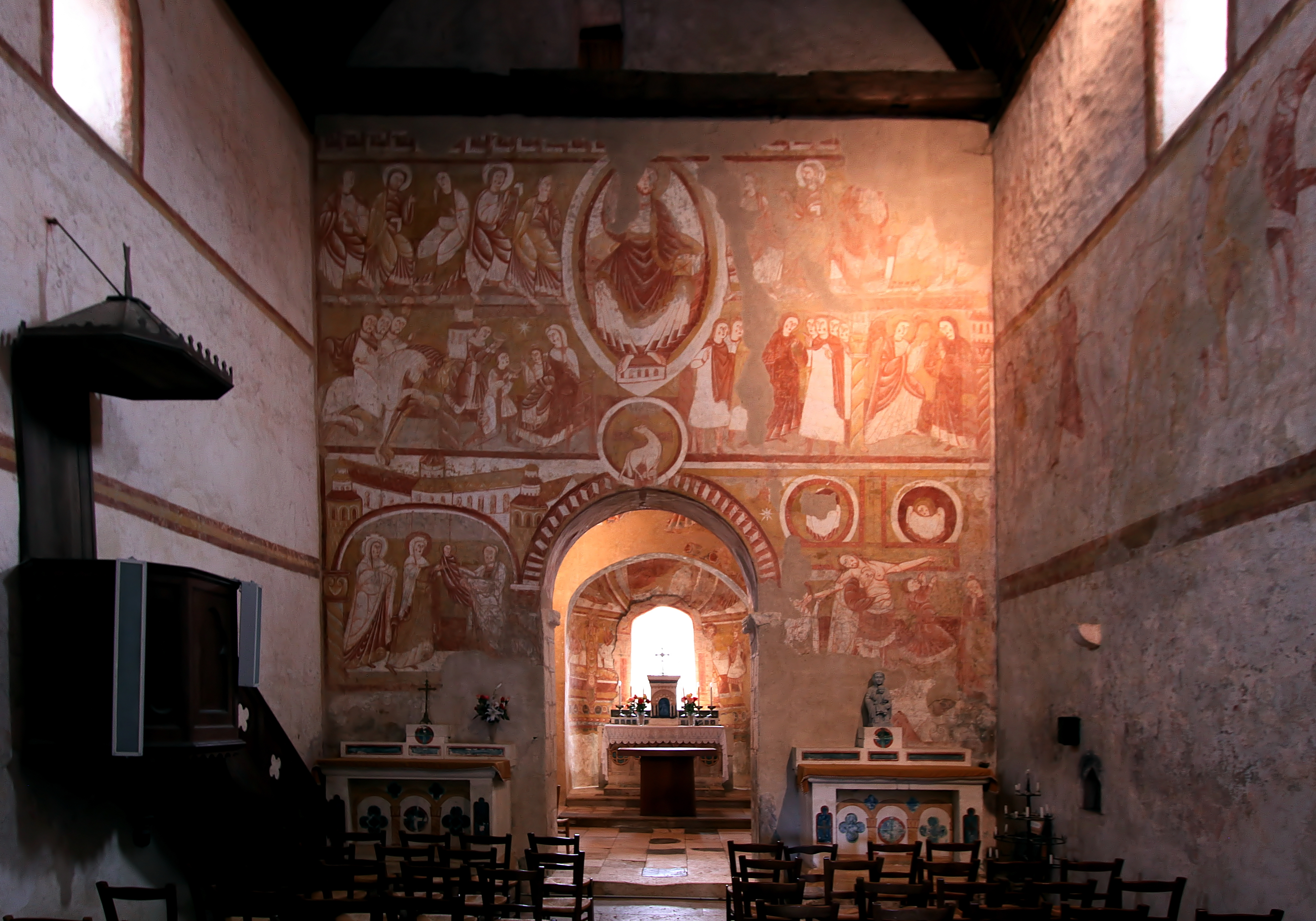
Vue d'ensemble des fresques du mur sud de la nef, la séparant du chœur, en 2009.

Le décor peint s'étend sur l'abside, sur les quatre faces du chœur et sur le mur de la nef attenant au chœur. La répartition des scènes peintes donne l'impression d'un grand désordre. Leur juxtaposition ne semble pas suivre une suite chronologique et mêle des scènes de l'Ancien et du Nouveau Testament qui s'éclairent dans une savante combinaison.

Les peintures de Vic sont l’œuvre d'un artiste unique. Pour chaque surface murale, les compositions s'ordonnent suivant un quadrillage régulier. Le peintre suit cette trame en accentuant les diagonales et les courbes. La répétition des visages ronds à peu près identiques avec leurs joues fardés de taches rouges et leurs sourcils en accolade, le traitement toujours identique des plis des vêtements, en bourrelets concentriques ou en éventail, renforcent l'unité de l'ensemble de l’œuvre. Émile Mâle écrit: 

« Le peintre de Vic a une passion du mouvement, une fougue tout à fait extraordinaire pour le XIIe siècle. Les apôtres assis aux côtés du Christ ne se résignent pas à rester immobiles : ils causent entre eux et gesticulent. rien de plus tumultueux comme le baiser de Judas. Judas se rue sur Jésus-Christ, pendant que les autres soldats l'entraînent brutalement. »

La palette de couleurs est composée de quatre pigments minéraux : noir de charbon de bois, blanc de chaux, ocre-rouge et ocre-jaune. Par des combinaisons de ces pigments, en mélangeant, superposant ou juxtaposant ces couleurs, le peintre réussit à diversifier les effets, à créer des ombres et des lumières, à suggérer des volumes. L'étude des couches d'enduit montre que le peintre opérait de haut en bas et de droite à gauche. Ceci montre que le programme d'ensemble était défini préalablement.

## Galerie de photographies

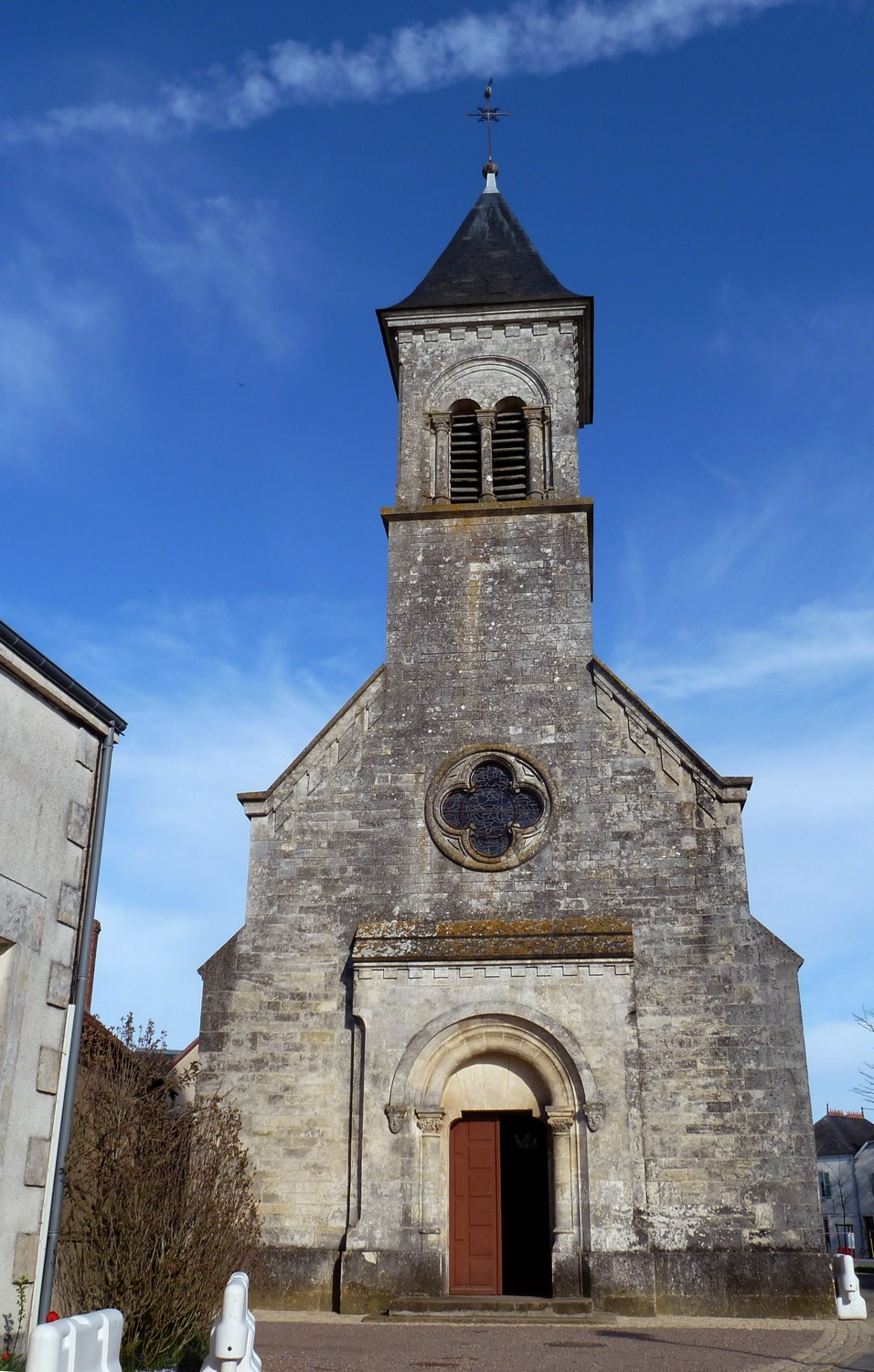
L'entrée de l'église, en 2011.
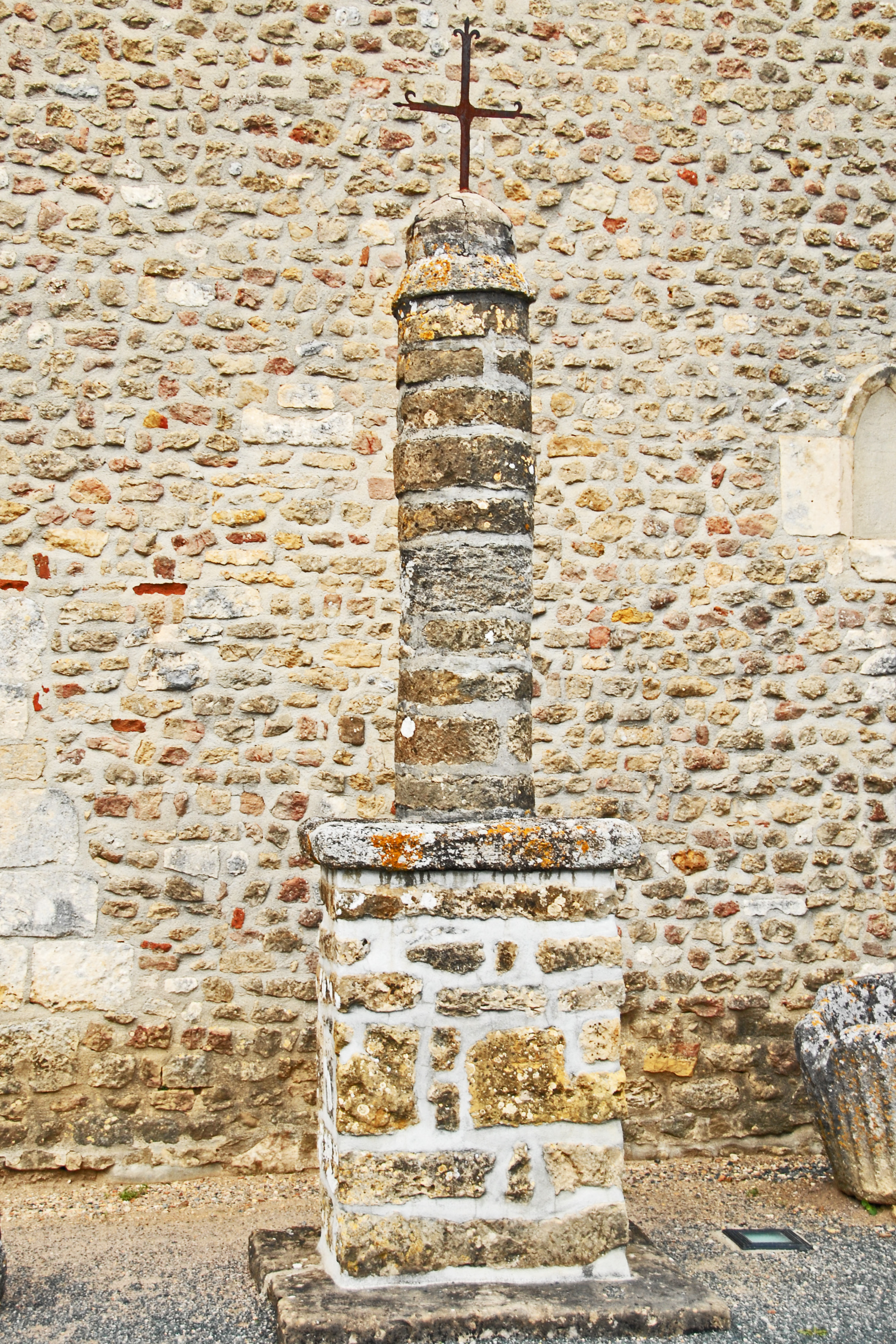
La stèle, en 2010.
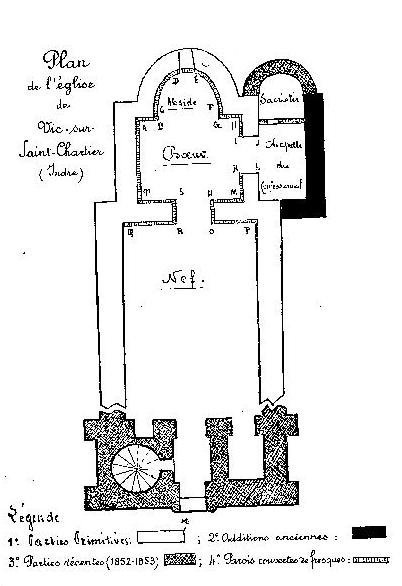
Plan de l'église, d'après Émile Jacob (1931), en 2011.
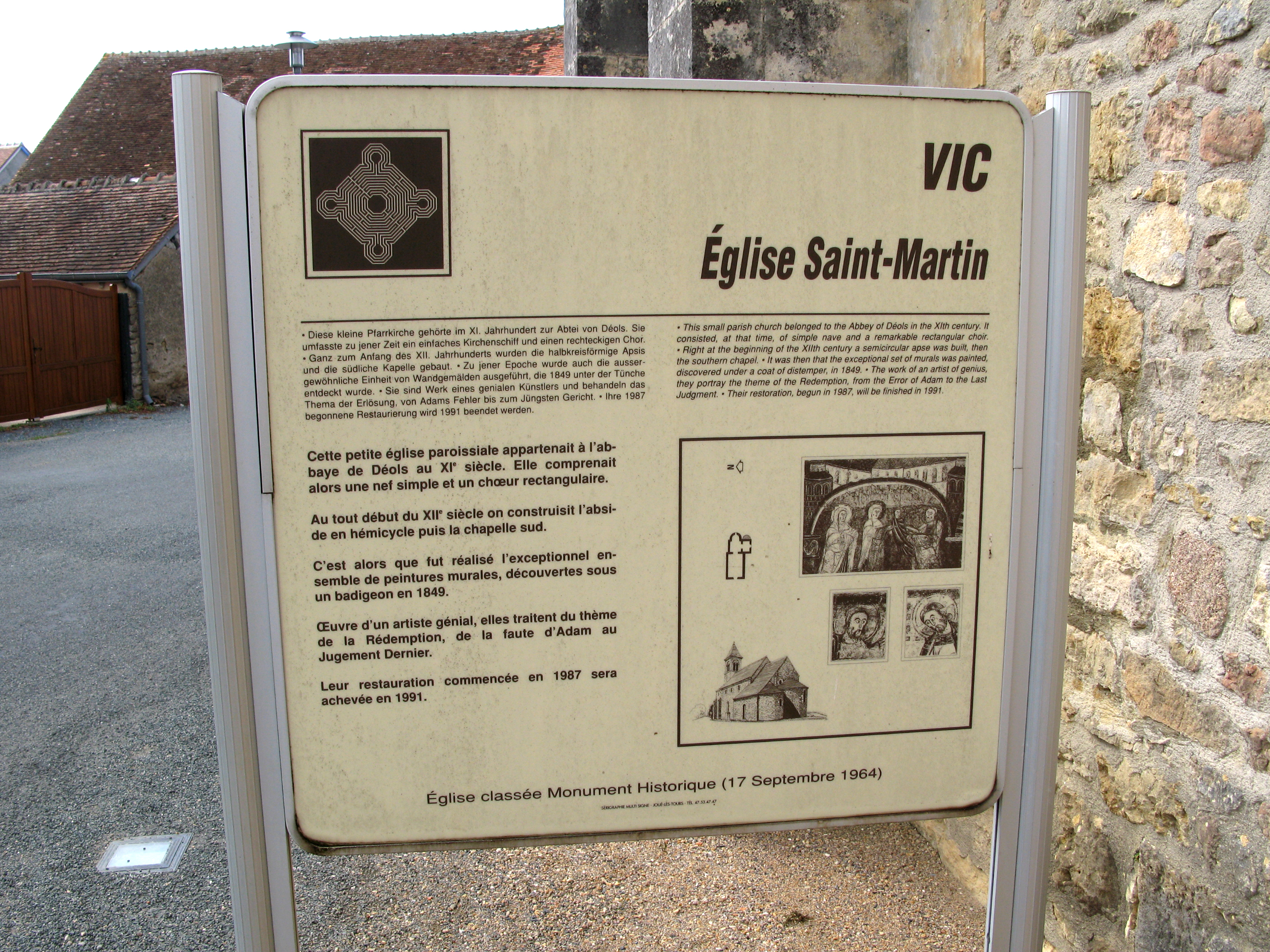
Le panneau d'information, en 2008.

#### Généralités
- Émile Mâle, L'Art religieux du XIIe siècle en France, Paris, 1922 Réédité de nombreuses fois. La 8e édition date de novembre 1998. Armand Colin  (ISBN 978-2200017187).
- Éliane Vergnolle, L'Art roman en France : architecture, sculpture, peinture, Flammarion, 2005, 383 p. (ISBN 2-08-011296-1).

#### Ouvrages régionaux
- Emmanuel Brune, « Rapport inédit sur les peintures de l'église de Vic », dans Revue du Berry, juillet-août 1896, p. 288-296. Ce rapport, publié tardivement, a été rédigé en 1877.
- Abbé Émile Jacob, « La grande fresque de Vic-sur-Saint-Chartier », dans Mémoires de la Société des antiquaires de l'Indre, vol. 44, 1931 (lire en ligne), p. 67-187.
- Abbé Émile Jacob, L'album de la grande fresque de Vic-sur-Saint-Chartier, La Châtre, 1931. Exemplaire consulté aux fonds patrimoniaux de la bibliothèque de la ville de La Châtre.
- Jean Hubert, « Vic », dans Congrès archéologique de France. 94e session. Bourges. 1931, Paris, Société française d'archéologie, 1932, p. 556-576.
- Jean Hubert, « Les peintures murales de Vic et la tradition géométrique », dans Cahiers archéologiques, vol. 1, Paris, 1945, p. 77-88.
- Jean Favière, Berry roman, Abbaye Sainte-Marie de la Pierre-qui-Vire, Saint-Léger-Vauban, éditions Zodiaque, coll. « La nuit des temps » (no 32), 1976, 2e éd. (ISBN 978-2-7369-0059-5).
- Marcia Kupfer, « Les fresques romanes de Vicq », dans Congrès archéologique de France. 142e session. Bas-Berry. 1984, Paris, Société française d'archéologie, 1987, p. 337-342.
- Marcia Kupfer (trad. John Ottaway), « L'étude globale d'un décor : L’Église Saint-Martin de Vicq », dans Peintures murales romanes en région Centre, coll. « Cahiers de l'inventaire » (no 15), 1988, p. 50-63.
- (en) Marcia Kupfer, Romanesque Wall Painting in Central France : The Politics of Narrative, Yale University Press, 1993, 261 p. (ISBN 978-0-300-05720-1).
- Gérard Guillaume, Les Fresques de Vic, Paroisse de La Châtre, 1997. Brochure en vente dans la boulangerie en face de l’église.
- Michel Maupoix et Xavier Anquetin, Peintures murales de l'Indre : de la couleur au symbole révélé, Conseil général de l'Indre, 2004 (ISBN 978-2-911948-21-3).
- Gérard Guillaume, Guide des églises de la Vallée Noire : Boischaut Sud berrichon, Châteauroux, La Bouinotte, 2011, 141 p. (ISBN 978-2-915729-40-5).

### Filmographie
- Jérôme Prieur, Le Triomphe des images (il y a mille ans), documentaire, 2016, DVD édité par La Chambre aux fresques
- « Visitez la chapelle Sixtine française : des peintures découvertes par le fils de Georges Sand restaurées et mises en valeur », FR3 Centre Val de Loire, le 23 mai 2025.